# Pfarrkirche Bad Schönau

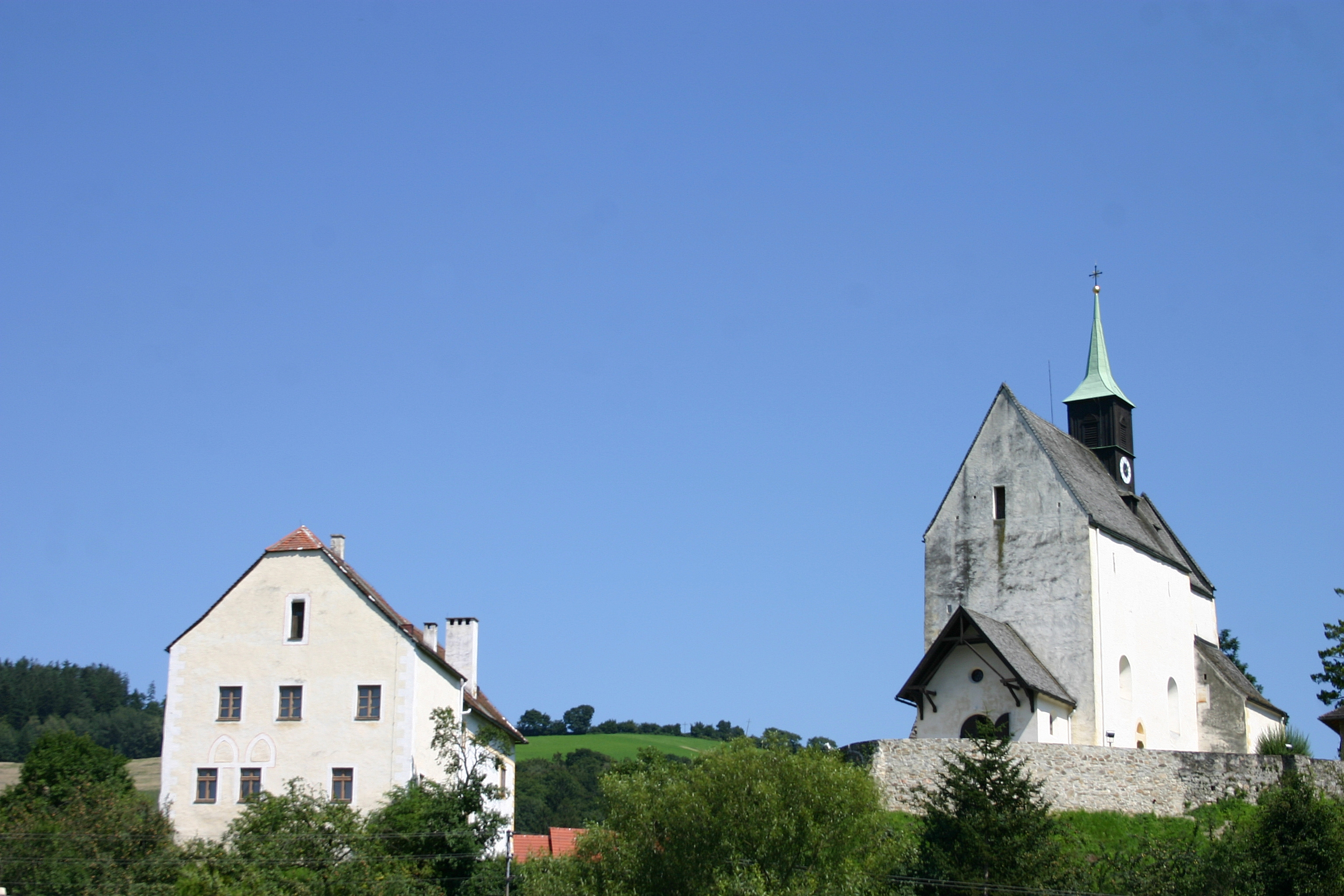
Pfarrkirche Hll. Peter und Paul in Bad Schönau

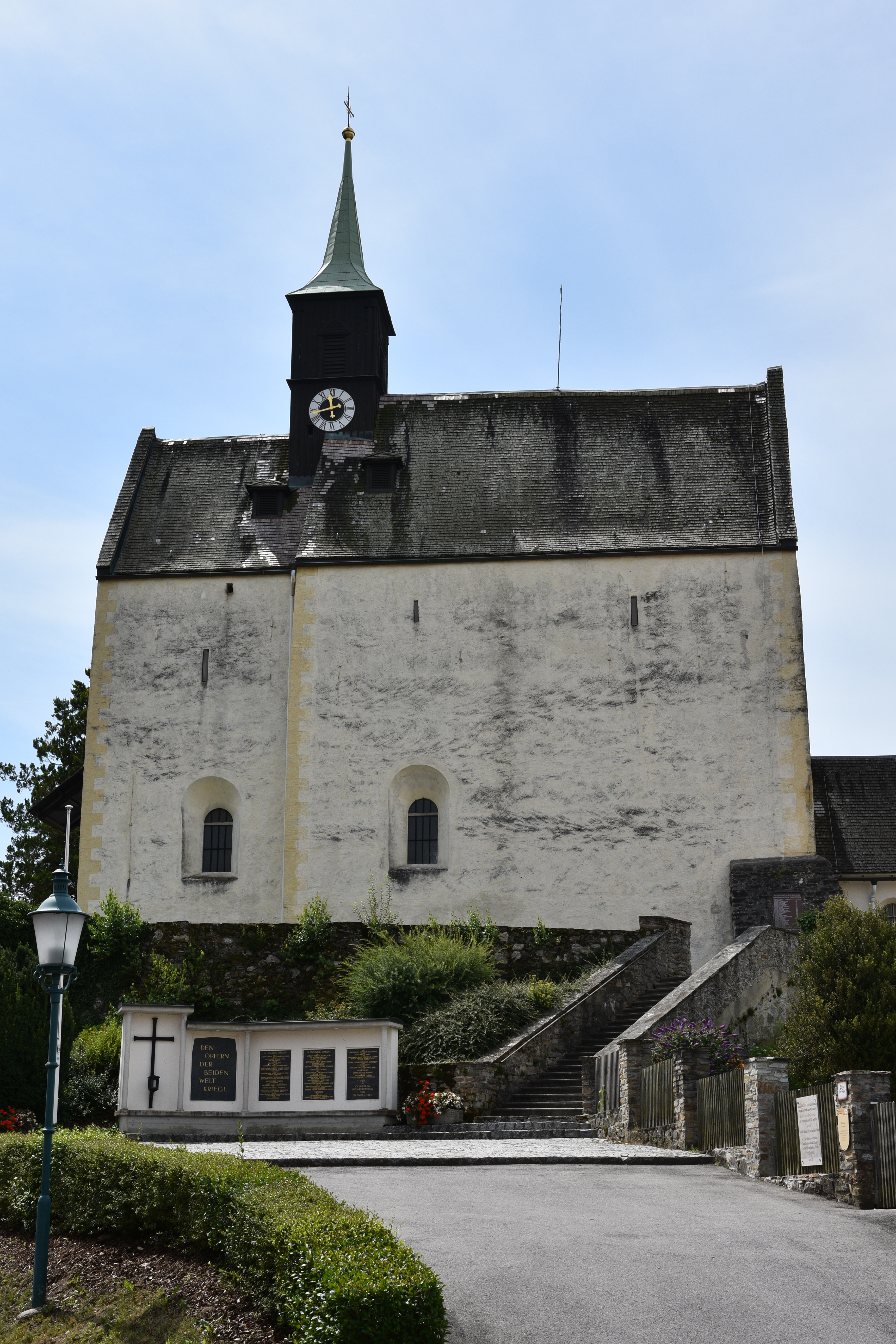
Die Kirche von Norden

Die römisch-katholische Pfarrkirche Bad Schönau steht weithin sichtbar auf dem Kirchriegl in der Gemeinde Bad Schönau im Bezirk Wiener Neustadt-Land in Niederösterreich. Die auf die Heiligen Peter und Paul geweihte Kirche gehört zum Dekanat Kirchschlag im Vikariat Unter dem Wienerwald der Erzdiözese Wien. Die ehemalige Wehrkirche steht unter Denkmalschutz.

## Geschichte
Nachdem das heutige Pfarrgebiet zunächst zur Pfarre Bromberg, ab 1200 zu Edlitz und ab 1250 zu Krumbach gehörte, wurde es um 1320 eine eigene Pfarre. Doch bereits um 1120 wurde der erste Kirchenbau in romanischem Stil am heutigen Platz errichtet. Das Bauwerk diente auch als erster Teil einer dreiteiligen Wehranlage, die außerdem aus dem festen Haus (dem heutigen Pfarrhof), einem vorgelagerten Gutshof im Norden und einer Wallanlage bestand. 1320 erfolgten Zubauten (Altarraum und Chorkapelle, heute die Sakristei) in frühgotischem Stil. Im 15. Jahrhundert wurden die Wehrhaftigkeit der Kirche weiter ausgebaut, indem eine Wehrmauer rund um den um die Kirche liegenden Friedhof, und eine Pechnase errichtet wurden. Außerdem wurde ein Wehrgeschoß über dem Langhaus aufgeführt, wobei möglicherweise auch große Teile des Langhauses selbst neu errichtet wurden. Auch ein Brunnen befindet sich im Kircheninnenraum.
1683 wurden Dachstuhl und Inneneinrichtung durch die Türken zerstört. Der heutige Hochaltar stammt aus dem Jahr 1689. Er stellt die heilige Dreifaltigkeit dar. Als Patron tritt zusätzlich zum Petrus auch Paulus dazu. Die Fertigstellung des neuen Dachstuhls dauert bis 1713 an. Nachdem 1825 der Friedhof von der Kirche weg verlegt worden war, folgten 1849 und 1935 weitere Ausbauten der Kirche: zunächst ein Orgelchor und eine Seitenkirche, danach ein neuer Vorraum mit innenliegendem Aufgang zum Chor.
An der Stelle des früheren Gutshofes der Wehranlage wurde 1968 eine turmlose Marienkirche errichtet, die heute vorwiegend für Gottesdienst und heilige Messen verwendet wird. Zwischen den beiden Kirchen befindet sich ein kleiner Kräutergarten.
Die Kirche von Bad Schönau ist Teil der Wehrkirchenstraße in der Buckligen Welt.

## Architektur
Äußeres
Der hohe blockartige Kirchenbau mit einem Wehrobergeschoß unter einem steilen Satteldach trägt einen Dachreiter mit einem Pyramidenhelm aus 1886. Das Langhaus und der Chor mit annähernd gleicher Höhe haben vereinzelt kleine Fenster, das Obergeschoß hat Schlitzscharten und in beiden Giebeln Türöffnungen für den Aufzug von Lasten. An der Langhaussüdwand sind zwei Rundbogenfenster und ein Schulterportal mit Lünettenvertiefung, welches bis 1849 aus Haupteingang diente. Der leicht eingezogene quadratische Chor hat im Osten ein Spitzbogenfenster mit Maßwerk als einfacher Dreipass zeigt eine monumentale Wandmalerei Christophorus aus dem Ende des 14. Jahrhunderts, 1989 renoviert und mit einem Schutzdach versehen. Südseitig am Chor ist ein Sakristeianbau, westseitig eine Vorhalle aus 1935 mit einem Hocheinstieg in das Wehrgeschoß. An der Langhausnordwand ist eine Gedenktafel zum Einfall von Kuruzzen (1708).
Inneres
Das zweijochige Langhaus unter einem Kreuzrippengewölbe über kräftigen polygonalen Wandvorlagen. Die Westempore mit einem vorspringenden Mittelteil aus 1992 beinhaltet beidseitig das ehemalige Kommunionsgitter. Der spitzbogige Triumphbogen ist hoch ausgebildet. Das leicht eingezogene Chorquadrat hat ein Rippengewölbe mit eingezogenem Rautenstern und Wappenschlussstein auf Konsolen mit Wappenschilden. Nördlich im Chor ist eine spätgotische segmentbogige verstäbte Sakramentsnische. Südlich im Chor wurde ein romanisches Rundbogentrichterfenster freigelegt, ein spätgotisches Schulterportal, führte ehedem in eine Gruftkapelle und später in die Sakristei. Der Sakristeianbau ist zweijochig mit Kreuzrippengewölben auf Konsolen aus dem Ende des 15. Jahrhunderts.
Das bemerkenswerte Wehrobergeschoß hat zwei Räume über dem Langhaus und Chor und ist durch eine Langhausgiebelmauer getrennt und zeigt steinsichtig verputztes Bruchsteinmauerwerk und hat längsseitig je drei Schießscharten, teils vermauert.
Wandmalereien um 1320 mit roter Vorzeichnung wurden 1987 freigelegt und restauriert. Sie zeigen Christophorus bei der Kanzel, teils durch eine spätere Fenstervergrößerung zerstört, an der Nordseite Georg im Drachenkampf, an der Südseite Christus am Ölberg, im Chor sechs Weihekreuze.

## Ausstattung

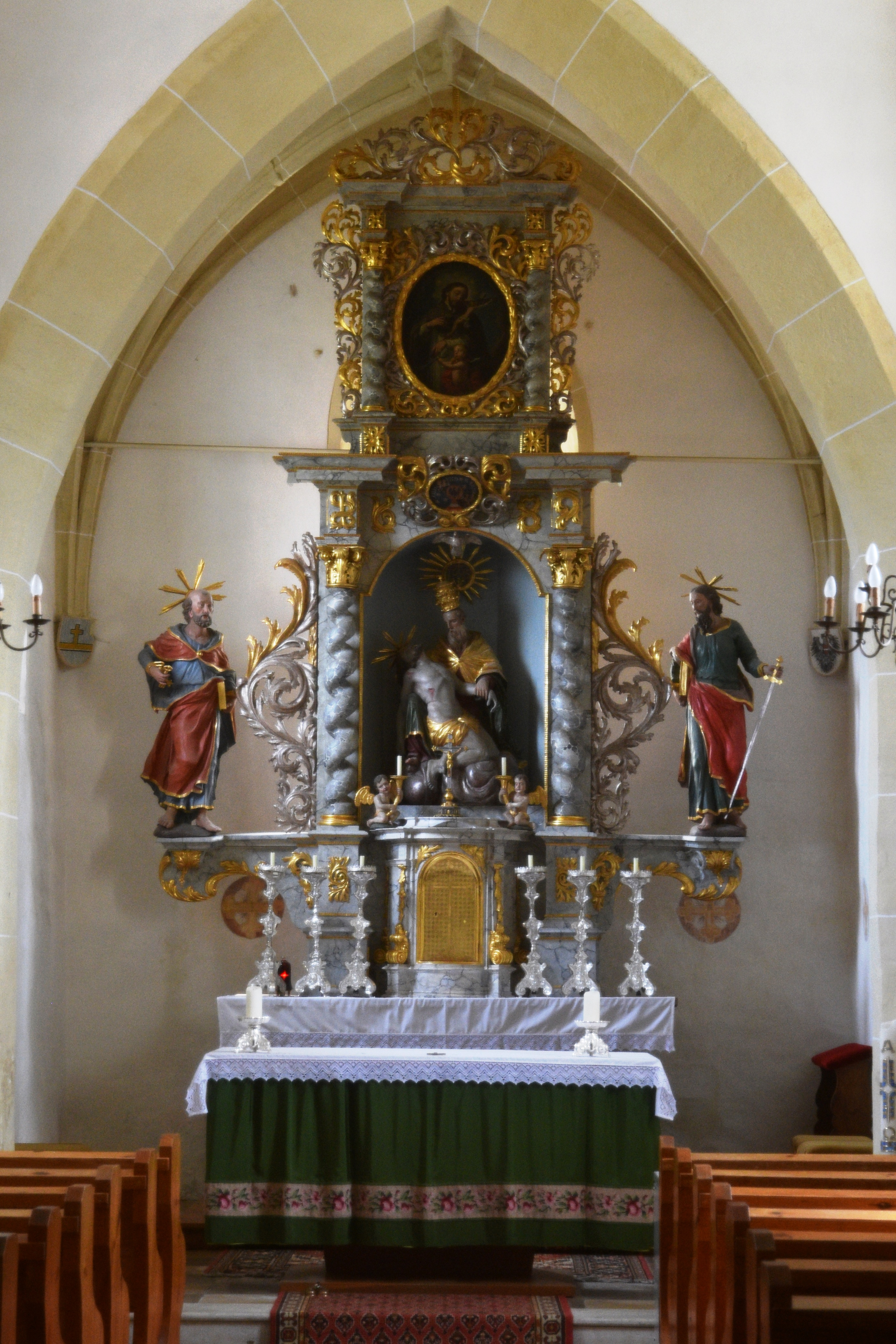
Der Hochaltar

Der Hochaltar ist ein prächtiges frühbarockes Nischenretabel aus 1689, 1992 restauriert, mit tordierten Säulen und reichem Akanthusrankenwerk. In der Nische ist die Statuengruppe Dreifaltigkeit flankiert von den Statuen Peter und Paul. Im Auszug ist ein Bild hl. Franz von Assisi. Die barocke Kanzel trägt auf dem Schalldeckel die Statue Christus Salvator aus dem frühen 18. Jahrhundert.
Das gotische Taufbecken hat zehn Ecken.
Die Orgel mit 7 Registern bauten Alois und Ferdinand Erler (1861). Eine Glocke goss Johann Baptist Divall 1736.

## Marienkirche
Geschichte

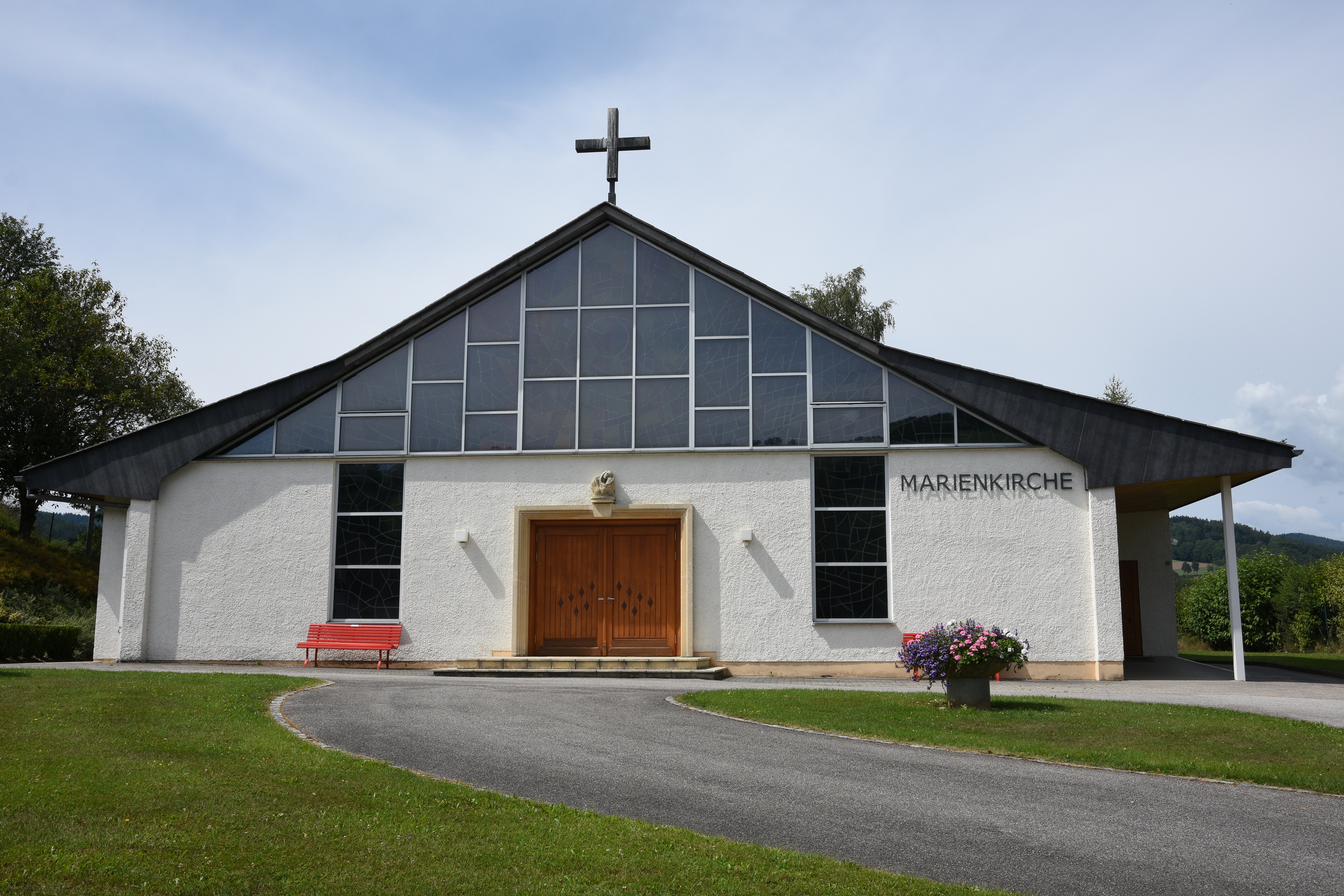
Marienkirche, errichtet 1968

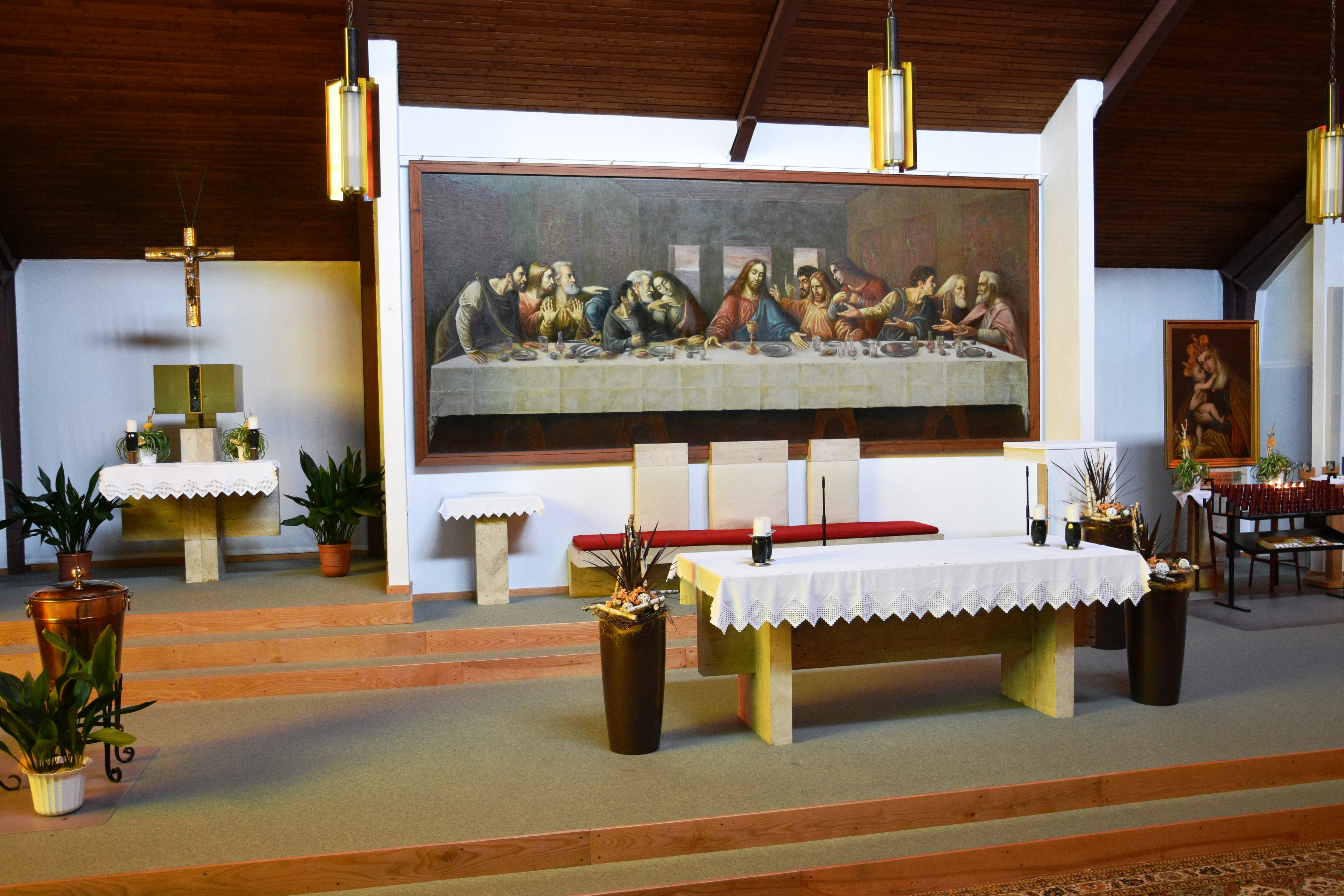
Innenansicht Marienkirche

Nördlich unterhalb der Wehrkirchenanlage wurde 1968 mit Architekt Josef Strauß wohl als Winterkirche ein Kirchenbau der Moderne als Stahlskelettbau erbaut. Die Innenraumgestaltung erfolgte mit Architekt Erwin Plevan, die Steinmetzarbeiten mit Steinmetzmeister Josef Ecker. Die Marienkirche wurde 1969 auf Maria, Heil der Kranken geweiht.
Architektur
Der eingeschoßige großzügig angelegte Kirchenbau unter einem Satteldach hat verglaste Giebelflächen und eine strenge Portal- und Fensterachsengliederung. Beidseits sind unter abgeschleppten Pultdächern Anbauten einer Sakristei und einer Josefskapelle. Das Kircheninnere ist ein weitläufiger quer gelagerter Rechteckraum unter einem offenen Dachstuhl mit einem schlichten Gesamtcharakter.
Ausstattung
Das Altarbild Letztes Abendmahl nach Leonardo da Vinci schuf Sepp Buchner (1971/1972). Die Kopie des Mariahilfer Gnadenbildes zu Wien schuf Jakob Anton Bucher. Das Krippenbild schuf Othmar Klemencic (1977).
Die Orgel baute Rieger Orgelbau (2000).